# Yūsuke Akahoshi

Esperanza SC
Yūsuke Akahoshi (japanisch 赤星 雄祐 Akahoshi Yūsuke; * 24. Mai 1994 in der Präfektur Kumamoto) ist ein japanischer Fußballspieler.

## Karriere
Akahoshi erlernte das Fußballspielen in der Jugendmannschaft von Roasso Kumamoto und der Universitätsmannschaft der Kwansei-Gakuin-Universität. Seinen ersten Vertrag unterschrieb er 2017 beim Shiga United FC. Für den Verein absolvierte er acht Ligaspiele. 2018 wechselte er zum FC Tokushima. Für den Verein absolvierte er acht Ligaspiele. 2019 wechselte er zum Drittligisten Kamatamare Sanuki. Für den Verein absolvierte er neun Ligaspiele. Hier stand er bis Saisonende unter Vertrag. Wo er 2020 gespielt hat, ist unbekannt. Im Januar 2021 nahm ihn der unterklassige Verein Esperanza SC unter Vertrag.